# دوري سان مارينو 2001–02
دوري سان مارينو 2001–02 (بالإيطالية: Campionato Dilettanti 2001-2002)‏ هو الموسم 17 من  دوري سان مارينو. أشرف على تنظيمه اتحاد سان مارينو لكرة القدم، وكان عدد الأندية المشاركة فيه  17، وفاز فيه FC Domagnano ‏.